# Église Sainte-Marguerite de Gap
L'église Sainte-Marguerite est une église catholique située à Gap (Hautes-Alpes) dans le diocèse de Gap et d'Embrun.

## Historique et architecture
L'église est située dans le hameau de Sainte-Marguerite.